# Schloss Feldafing

August von Voit: Entwurf des Schlosses Feldafing, 1862

Schloss Feldafing war ein geplantes Schloss Maximilian II. Josephs von Bayern in Feldafing am Westufer des Starnberger Sees. Als Maximilian im März 1864 starb, waren die Bauarbeiten noch nicht weit fortgeschritten und wurden bald darauf eingestellt. Erhalten sind nur einige überwachsene Fundamente und verfüllte Kellergewölbe auf einer Hangterrasse nahe dem Seeufer auf Höhe der Insel Wörth sowie der Schlosspark, als Feldafinger Park oder Lenné Park bezeichnet.

## Geschichte
Seit 1840 hatte Kronprinz Maximilian die Insel Wörth und das Ufer bei Feldafing als möglichen Standort für ein Athenäum oder Maximilianeum angedacht. 1842 gab es einen Plan für eine „Prinzeninsel“ mit einem zierlichen Lusthaus. Nach der Thronbesteigung 1848 ließ Maximilian sieben Standorte am Starnberger See von einem Architekten und einem Gartenfachmann prüfen und entschied sich nach deren Gutachten für Feldafing. Die Insel Wörth wurde im Oktober 1850 von der Fischerfamilie Kugelmüller erworben. Nach weiteren Grundstückskäufen ergab sich ein 123 Hektar zusammenhängendes Areal. 

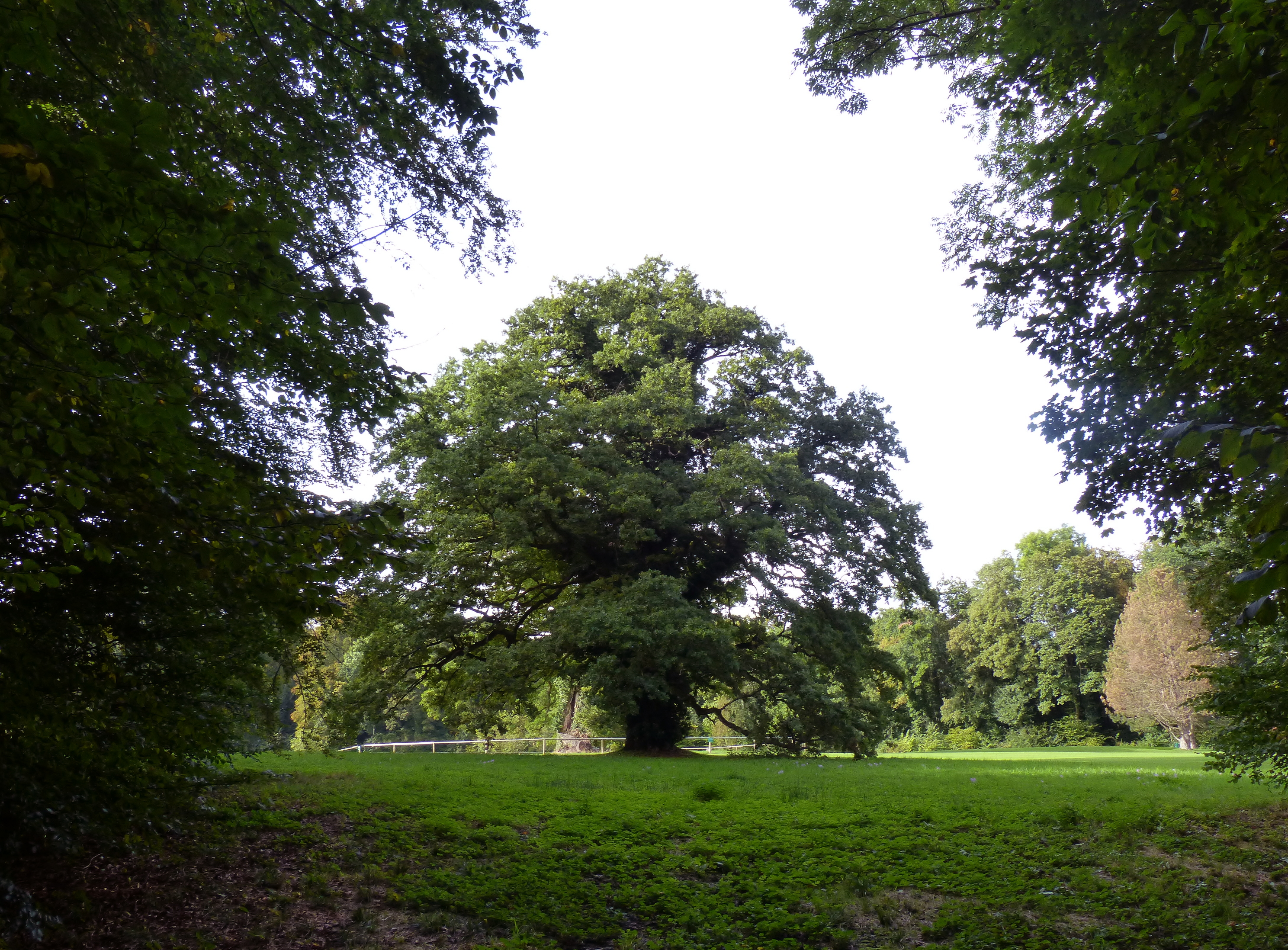
Feldafinger Park – Lenné Park

Im November 1850 beauftragte der König den Architekten Franz Jakob Kreuter mit einem Projekt zur Gestaltung des Areals. Mitte März 1851 begann die Umgestaltung der Insel Wörth zur Roseninsel. Im Juni 1851 beschloss der König, gegenüber der Roseninsel ein Schloss zu errichten und beauftragte den Architekten und Oberbaurat August von Voit mit der Planung.
Für die Gartenplanung konnte der General-Gartendirektor der königlich-preußischen Gärten Peter Joseph Lenné gewonnen werden. Am 26. April 1854 erhielt Lenné den offiziellen Auftrag zur Gestaltung des Parks. Die praktische Ausführung in den Jahren 1855 bis 1863 lag in den Händen des Lenné-Schülers Carl von Effner, der damit den ersten Schritt zu seiner Karriere als späterer königlich-bayerischer Hofgärtendirektor machte.  Die Planungsphase für das Schloss selbst zog sich bis zum endgültigen Baubeginn 1863 hin. Als Maximilian überraschend im März 1864 starb, waren nur die Fundamente des Schlosses fertig gebaut. Sein Sohn Ludwig II. stoppte die Bauarbeiten. Bald darauf wurden die Fundamente wieder entfernt.
Nachdem die Schlossbaustelle durch den Tod Maximilians II. aufgegeben worden war, blieben die fertig gestaltete Roseninsel und der Park als Fragmente seines großen Gestaltungsplanes bestehen. Mit dem Vermögen der Wittelsbacher ging auch der Park an den 1923 von Kronprinz Rupprecht in Verhandlungen mit dem Freistaat Bayern geschaffenen Wittelsbacher Ausgleichsfonds über. Ab 1926 wurde ein Teil des Parks als Golfplatz genutzt und gepflegt. 1927 wurde ein Grundstück zur Errichtung eines Strandbades an die Gemeinde Feldafing verkauft. 1955 wurde die Bayerische Verwaltung der Staatlichen Schlösser Gärten und Seen Eigentümer des Parks.
Ab 1994 wurde der inzwischen stark verwachsene Park mit Unterstützung zahlreicher Spender nach den originalen Plänen wiederhergestellt und wird seither als Lenné Park bezeichnet. Die Anlage ist unter der Aktennummer D-1-88-118-41 als denkmalgeschütztes Baudenkmal von Feldafing verzeichnet. 